# صموئيل لايد
كان صموئيل لايد (1825 – 1860) كاتبًا إنجليزيًا ومبشرًا للكنيسة الإنجليزية وعمل في سوريا في خمسينيات القرن التاسع عشر وكتب كتابًا رائدًا عن الطائفة العلوية. في عام 1856، أثار أشهرًا من أعمال الشغب المناهضة للمسيحيين في فلسطين العثمانية عندما قتل متسولًا أثناء زيارته هناك.

## الحياة والعمل التبشيري
ولد لايد عام 1825. حصل على شهادة جامعية في عام 1848 بعد أن درس في كلية جيسوس، كامبريدج وفي عام 1851 حصل على درجة الماجستير وتولى الأوامر المقدسة كرجل دين في كنيسة إنجلترا، وعمل كمحاضر في كلية جيسوس. فقد منعه اعتلال الصحة، بحسب لايد، من «ممارسة واجبات مهنته في إنجلترا، على الأقل خلال أشهر الشتاء»، وبالتالي قام في شتاء 1850/1851 بـ «الجولة المعتادة» لمصر وسوريا. وأثناء وجوده في «الجولة» قرر بسبب صحته الاستقرار بشكل دائم في سوريا التي كانت آنذاك جزءًا من الإمبراطورية العثمانية.  أثناء زيارته لبيروت، اقترح عليه القنصل البريطاني أن يشغل وقته من خلال العمل كمبشر للعلويين،  المعروف أيضًا باسم النصيريين، وهي طائفة جبلية سرية قدمت فيما بعد اثنين من قادة سوريا الحديثة: بشار الأسد ووالده حافظ الاسد.
اقتنع لايد بالفكرة وعاش من 1853 إلى 1859 بين العلويين في منطقة الكلبية، وأنشأ بعثة ومدرسة في قرية بحمرا، التي تطل على ميناء اللاذقية على البحر الأبيض المتوسط. لكنه كتب لاحقًا أن العيش بينهم أقنعه بأن العلويين قد تمموا وصف القديس بولس للوثنيين: «مليئين بكل إثم، عهارة، شر، طمع، خبث». 

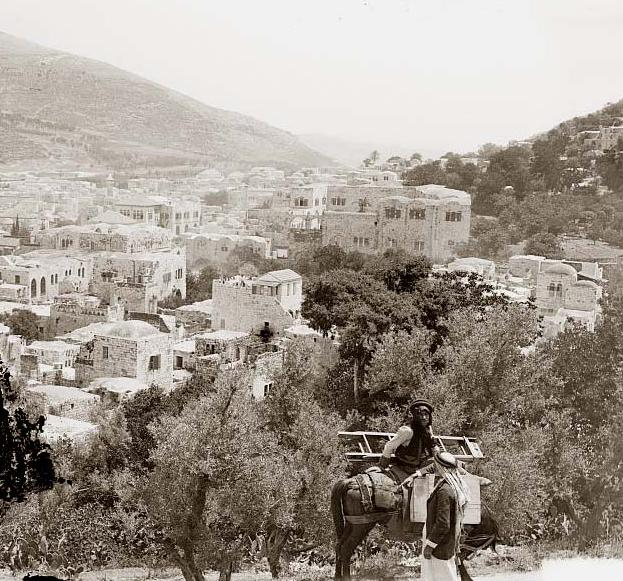
نابلس في نهاية القرن التاسع عشر

سافر لايد إلى فلسطين عام 1856، وبينما كان يمتطي حصانه في طريقه إلى نابلس أطلق النار وقتل متسولًا كان يحاول سرقة معطفه، كان إطلاقًا عرضيًا للبندقية بعد فقد لايد أعصابه، وهذا ادى إلى اندلاع أعمال شغب مناهضة للمسيحيين، تم خلالها إحراق منازل مسيحية وقتل العديد من اليونانيين والبروسيين، لجأ لايد إلى منزل حاكم المدينة لكنه حوكم في النهاية بتهمة القتل العمد، الشهود الوحيدون كانوا ثلاث نساء اتهموه بالاعتداء على المتسول وقتله عمداً. ومع ذلك، كانت شهادة النساء غير مقبولة في المحاكم العثمانية وتم تبرئته من جريمة القتل، على الرغم من أنه أمر بدفع تعويض لأسرة الرجل، استمرت أعمال الشغب العنيفة لعدة أشهر وامتدت إلى غزة.
طور لايد حالة عقلية مشوشة وكان لديه أوهام بأنه يوحنا المعمدان أو يسوع المسيح أو الله نفسه. ومع ذلك، فقد تعافى بعد ذلك بشكل كافٍ ليؤلف كتابًا عن العلويين، أكمله في القاهرة قبل وفاته بوقت قصير. توفي في الإسكندرية في مصر في أبريل 1860و كان عمره 35 سنة، ترك مهمته في بهامرا لاثنين من المبشرين الأمريكيين، RJ Dodds و J. Beattie [note 1] من الكنيسة المشيخية المُصلَحة.

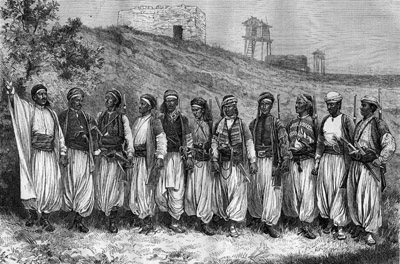
علويون يرقصون على رقصة الدبكة الشعبية 1880

ألف لايد كتابين عن العلويين: الأنسيريه والإسماعيلية: زيارة إلى الطوائف السرية في شمال سوريا بهدف إنشاء المدارس (1853) والغموض الآسيوي الموضح في التاريخ والدين والحالة الحالية للنصيرية أو نصيريون سوريا (1860). يعتبر هذا الأخير عملا رائدا، وكان أول دراسة مكتوبة عن الديانة العلوية-النصيرية، وظل الكتاب الغربي الوحيد حول هذا الموضوع حتى عام 1900، عندما نشر رينيه دوسو كتابه «التاريخ والدين ديس نصير» .
استند وصفه للعقائد العلوية إلى وثيقة تُدعى كتاب المشيّخة («دليل المشايخ»)، قال إنه اشتراها من تاجر مسيحي من اللاذقية، يبدو أن هذه الوثيقة اختلفت في نواحٍ معينة عن مصادر أخرى حول العقيدة العلوية. لسنوات عديدة، كان يُعتقد أنه ضاع ومتاح فقط من خلال المقتطفات المقتبسة في ترجمتها بواسطة Lyde ، في عام 2013، أُعلن أن الوثيقة التي استخدمها لايد قد تم اكتشافها في أرشيفات المكتبة القديمة لكلية يسوع، كامبريدج. كان لايد قد ورثها إلى كليته القديمة، وعلى ما يبدو، أرسلها إلى كامبريدج قبل وفاته بوقت قصير.
تكشف كتاباته عن وجهة نظر سلبية عن العلويين، وعلى وجه الخصوص، كان ينتقد ما رآه على أنه قطاع طرق لهم، وخلافات، وكذب، وطلاق، وذهب إلى حد القول إن «حالة المجتمع العلوي كانت جحيم كامل على الأرض». أصبح The Asian Mystery كتابًا شائعًا ووُصف بأنه «ملون» ولكنه «غير موثوق به» من بعض النواحي.  ومع ذلك، لا يزال حساب ليدي مصدرًا مؤثرًا على العلويين، وعلى سبيل المثال، يتم اقتباسه على نطاق واسع على الإنترنت.